# Théorie de la percolation
 (mars 2013).
La théorie de la percolation est une branche de la physique statistique et mathématique qui s'intéresse aux caractéristiques des milieux aléatoires, plus précisément aux ensembles de sommets connectés dans un graphe aléatoire. Cette théorie s'applique notamment en science des matériaux pour formaliser les propriétés d'écoulement dans les milieux poreux et pour la modélisation de phénomènes naturels, comme les incendies.

## Histoire du modèle
L’histoire de la percolation prend ses racines dans l’industrie du charbon. À partir de la révolution industrielle, l’importance économique de cette source d’énergie a stimulé de nombreuses études scientifiques pour en comprendre la composition et en optimiser l’utilisation. Dans les années 1930 et 1940, l’étude qualitative par des méthodes de chimie organique laisse peu à peu la place à des méthodes physico-chimiques plus quantitatives.
C’est dans ce contexte qu’est créée en 1938 la British Coal Utilisation Research Association (en) (BCURA), association de recherche financée par les propriétaires de mines de charbon. En 1942, Rosalind Franklin, alors diplômée en chimie de l’université de Cambridge, rejoint la BCURA. Elle y est chargée d’entreprendre des recherches sur la densité et la porosité du charbon. Pendant la Seconde Guerre mondiale, le charbon est une ressource d’importance stratégique, non seulement comme combustible (dans la métallurgie notamment), mais aussi comme le constituant essentiel des masques à gaz.
Le charbon est un milieu poreux. Pour mesurer sa densité « réelle », il faut le plonger dans un liquide ou un gaz dont les molécules sont assez fines pour en remplir les pores microscopiques. En essayant de mesurer la densité du charbon à l’aide de différents gaz (hélium, méthanol, hexane, benzène) et en trouvant différentes valeurs selon le gaz utilisé, Rosalind Franklin met en évidence que les pores du charbon sont formés de micro-structures de largeur variable qui discriminent les molécules de gaz selon leur taille : ces pores jouent le rôle d’un tamis moléculaire. Elle découvre également que ces largeurs dépendent de la température de carbonisation à laquelle est produit le charbon. Ces recherches lui permettent de soutenir une thèse de doctorat, et elle quitte la BCURA en
1946.
Au milieu des années 1950, Simon Broadbent travaille à la BCURA comme statisticien. Il s’intéresse, entre autres sujets liés au charbon, à la conception des masques à gaz. Il s’agit alors de comprendre la pénétration d’un fluide dans les pores du charbon, modélisés comme un labyrinthe formé de tunnels ouverts ou fermés. En 1954, à l’occasion d’un symposium sur les méthodes Monte-Carlo, il questionne John Hammersley sur
l’utilisation de ces méthodes numériques pour analyser ce modèle.
Broadbent et Hammersley introduisent dans leur article de 1957 un modèle mathématique, la percolation, pour modéliser ce phénomène.

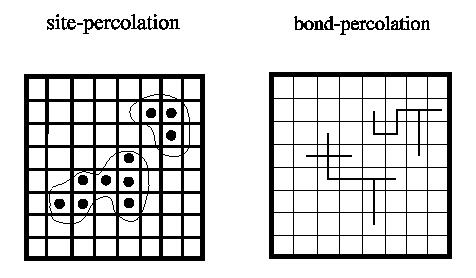
Différents types de percolation.

## Description du modèle de base
Soit {\displaystyle p} un paramètre compris entre {\displaystyle 0} et {\displaystyle 1}.
Deux points (ou sommets) à distance euclidienne {\displaystyle 1} du réseau {\displaystyle d}-dimensionnel {\displaystyle Z^{d}} (deux tels points sont dits voisins) sont alors reliés avec probabilité {\displaystyle p} par une arête.
Le résultat est un graphe aléatoire infini.
La probabilité de percolation de ce graphe, notée {\displaystyle \theta (p)} est la probabilité que la composante connexe contenant l'origine soit de taille infinie.
Par des arguments de couplage, on montre que {\displaystyle \theta } est une fonction croissante de {\displaystyle p}.
On montre également qu'il existe un point critique {\displaystyle p_{c}} tel que {\displaystyle \theta (p)} est nulle si {\displaystyle p<p_{c}} et strictement positive si {\displaystyle p>p_{c}}. Harry Kesten a montré qu'en dimension {\displaystyle 2}, {\displaystyle p_{c}=1/2}.

### Les différents régimes

#### Le régime sous-critique
Dans le régime où {\displaystyle p<p_{c}}, il n'y a pas de chemin infini dans le graphe. Les composantes connexes (appelé aussi amas) finies sont généralement de petite taille. Plus précisément la probabilité que l'amas contenant le point {\displaystyle x}
ait une taille qui dépasse {\displaystyle n} décroît exponentiellement vite avec {\displaystyle n}.
En particulier, la taille moyenne d'un amas est finie.

#### Le régime critique
Le régime critique pour {\displaystyle p=p_{c}}, est encore mal connu (à l'exception notable de la dimension 2). On conjecture que {\displaystyle \theta (p_{c})=0}, c’est-à-dire qu'il n'y a pas de percolation au point critique, mais ceci n'est pour l'instant démontré qu'en dimension deux ou en grande dimension
{\displaystyle d>18}[réf. nécessaire]. En particulier, le cas de la dimension trois, dont la pertinence physique est évidente, demeure
non prouvé.

#### Le régime sur-critique
Dans la phase surcritique où {\displaystyle p>p_{c}}, il y a une unique composante infinie de points connectés.
En outre, les amas finis sont généralement de petite taille.
L'amas infini rencontre tout l'espace; plus précisément la proportion de points d'une boîte de taille {\displaystyle n} qui appartiennent à l'amas infini tend vers {\displaystyle \theta (p)>0} lorsque {\displaystyle n} tend vers l'infini.
On sait aussi que l'amas infini est très rugueux : la proportion des points d'une boîte de taille {\displaystyle n} qui sont à la frontière de l'amas infini parmi la totalité des points de l'amas infini qui sont dans cette boîte tend vers {\displaystyle 1-p} lorsque {\displaystyle n} tend vers l'infini.

## Autres modèles
- Le modèle continu : la théorie de la percolation s'étend aux milieux continus, comme les schémas booléens de sphères. Si les seuils de percolation sont différents de ceux observés dans les réseaux, les exposants critiques appartiennent à la même classe d'universalité que dans les réseaux.
- La percolation orientée qui a des liens avec le processus de contact.
- La percolation FK qui permet de relier la percolation au modèle d'Ising et au modèle de Potts.
- La percolation de premier passage.
- La percolation de dernier passage généralisée qui est un modèle de croissance dans le quart de plan discret avec pour paramètre une suite de lois de probabilités {\displaystyle (\mu _{\Delta })_{\Delta \in \mathbb {N} }\in {\mathcal {P}}(\mathbb {N} ^{*})^{\mathbb {N} }}.

## Applications pratiques des théories de percolation

### En physique
D'une manière générale, les exposants critiques observés pour les champs (expérimentalement ou à l'aide de modèles, par exemple dans les problèmes de conductivité, de mécanique et de permittivité) sont différents des exposants géométriques. Ces phénomènes traduisent l'effet de corrélations des champs dues aux interactions physiques (ou du point de vue mathématique, aux équations différentielles associées). En particulier, les exposants sont distincts dans les réseaux et dans les milieux continus, à travers l'existence de distances infiniment faibles entre interfaces, qui ne peuvent être limitées par la taille des liens.
On distingue en général deux types de percolation, soit de premier et de second ordre. Le premier cas regroupe les transitions de champs continues qui se rencontrent en particulier dans les cas où le potentiel d'énergie possède un unique minimum. Au contraire, lorsque plusieurs minima locaux se développent, une transition discontinue peut apparaître. Ces phénomènes ne peuvent avoir lieu en théorie de la percolation standard.

### Modélisation de phénomène naturels

#### Incendies
Une des applications de la théorie de la percolation est l'étude des feux de forêts (et de façon proche la propagation des épidémies).
Dans ce modèle, les arbres sont les sommets du graphe, et une arête représente le fait que deux arbres ont le même état : si l'un a été touché par le feu (ou infecté), alors l'autre aussi. La question est alors de savoir si le feu reste localisé ou s'il s'étend à une grande partie de la forêt. Cette modélisation ne prend pas en compte le temps et suppose que tous les arbres sont identiques.

#### Migrations
L'écologie du paysage s'intéresse à la capacité des espèces et des individus à se déplacer dans l'espace, ce qui nécessite de mesurer la connectivité écologique qui traduit la connectivité fonctionnelle entre habitats naturels ou semi-naturels, et des taux de migration (ou de dispersion), associés à des comportements complexes et aux aléas climatiques. une grande part des migrations se faisant de plus, de nuit. Ceci nécessite des méthodes souvent très coûteuses et délicates, comme le radio-pistage, la détection et/ou photographie automatique, les pièges à traces, ou les méthodes de capture-marquage-recapture.
La théorie de la percolation est alors un des outils théoriques testés pour l'étude et la modélisation de la capacité d'individus et de population à migrer (en flux) entre les grains ou taches du paysage, ce dernier étant en quelque sorte comparé à un milieu poreux dans lequel chaque espèce circule plus ou moins facilement. En d'autres termes, la percolation permet ici d'évaluer le rapport entre le réflexe migratoire des espèces et la disposition plus ou moins permissive d'un milieu naturel quelconque.

### Économie
La théorie de la percolation qui étudie les systèmes hétérogènes et désordonnés fournit une approche complémentaire en économie. Elle permet d'étudier la propagation d'une information (technologie, prix, comportement, opinion, etc.) sur une structure aléatoire et hétérogène où un ensemble d'éléments (agents, entreprises, etc.) forme un réseau.
Parmi les sujets d'applications de la percolation en économie, on peut citer les réseaux d'organisations, les marchés boursiers, les territoires, l'intégration de marché, la dominance d'une technologie ou d'une convention, etc.

### Autres phénomènes de percolation
On trouve des exemples de changement d'état ou de phase à partir d'un certain seuil dans de nombreux domaines, tant humains et sociaux (pôle de développement) que physiques (fission nucléaire).

### Livres de références
- (en) Geoffrey Grimmett, Percolation, Springer
- (en) Harry Kesten, Percolation Theory for Mathematicians, Birkhaüser
- (en) Dietrich Stauffer (de) et Amnon Aharony, Introduction to Percolation Theory, London, Taylor and Francis, 1985

### Vulgarisation
- Marie Théret, « Internet, feux de forêt et porosité : trouver le point commun », dans Mathématiques, l'explosion continue, FSMP, SFS, SMF, SMAI, 2013, p. 57-62
- Kelsey Houston-Edwards, « La percolation, un outil pour modéliser les réseaux », Pour La Science, no 529,‎ novembre 2021, p. 28-36